# Frontière sanglante
Frontière sanglante est le troisième album de la série de bande dessinée Marshal Blueberry de Jean Giraud (scénario), Michel Rouge (dessin) et Scarlett Smulkowski (couleurs). Publié pour la première fois en 2000 chez Dargaud, c'est le dernier du cycle Marshal Blueberry (trois tomes).

## Résumé
Au ranch de Tess, Blueberry, vivant, se repose : « J'ai la main en compote... et l'épaule bloquée ». En voyant le corps de Newman, ramené au ranch par Red Neck, Blueberry conclut à une mise en scène. 
À Heaven, une explosion détruit le bâtiment du Clarion. Arrivé sur place, Red Neck fait valoir son poste de marshal adjoint et fait repousser la foule pour tenter de découvrir des indices. L'agitation causée par l'explosion et des cow-boys en fête rendent difficile sa tâche.
Au ranch, Blueberry tente de diminuer son stress et de tromper son attente en faisant l'amour avec Tess. Le lendemain, malgré ses blessures, il se rend à Heaven pour connaître les dernières nouvelles. Chez le médecin, qui lui a posé un plâtre chirurgical, il apprend qu'il ne pourra « retrouver l'usage de cette main avant deux bons mois ». Le médecin lui suggère de « prendre des vacances » s'il veut demeurer vivant.
Plus tard, Blueberry apprend qu'il est « révoqué » par le maire Strathmore, ce qu'il refuse d'accepter bien que le gouverneur de l'État ordonne son rappel. En sortant du bureau, Carmody lui ordonne de lui amener les « documents compromettants » qu'il a en sa possession, car il a un « sérieux atout dans sa manche ». Au bureau du marshal, Blueberry apprend que Tess a été enlevée. Les femmes du ranch le supplient de remettre les documents, mais Red Neck leur apprend qu'ils n'existent pas. De plus, voulant venger les blessures faites à l'une d'elles, les femmes veulent épauler Blueberry et Red Neck. 
En cherchant une « idée géniale », Blueberry découvre, et arrête, Jérémy, un tricheur au poker qu'il a rencontré dans Sur ordre de Washington. À la prison, Jérémy montre « la machine du parfait tricheur ». Plutôt que de l'emprisonner, Blueberry lui demande un « petit service... un bricolage ». 
Au ranch des Carmody le lendemain, Blueberry et Red Neck remarquent que les gardes à l'extérieur « ne sont pas des pros ». En présence de Nelson Carmody. Blueberry révèle qu'il n'y a jamais eu de documents, que c'était un piège destiné à le forcer à commettre une erreur. La femme de Carmody, qui tient Tess en joue, ordonne sa mort.
Au moment où Balander en vient à tirer une balle dans le dos de Blueberry, c'est plutôt lui qui en reçoit une de Blueberry. Son plâtre contient en effet une sorte de pistolet installé par Jérémy. Blueberry et Carmody tentent de mettre la main sur le pistolet de Balander, alors que Tom-Do tente de tirer sur Blueberry. Ce dernier tire à nouveau une balle qui tue Tom-Do. Au même instant, Carmody meurt : « Sans doute le cœur qui a lâché ». De son côté, Tess est parvenue à maîtriser Jessica Carmody. À l'extérieur, les femmes du ranch tiennent en joue les gardes : « Ces gars-là ne sont que des cow-boys ».
Plus tard au bureau du maire, Blueberry apprend que « Jessica Carmody » s'appelait auparavant « Jessica Harper ». Il en conclut que le juge Harper les a trompés. À la prison, Red Neck les informe que le juge est passé avec un mandat et que Jessica est partie avec lui.
Alors que le juge et sa fille font rouler leur chariot à toute allure vers la frontière, les trois hommes qui les accompagnent complotent pour s'emparer de l'or qui s'y trouve. L'un des chevaux de trait étant épuisé, le groupe s'arrête. Après une altercation, la femme tue deux hommes et son père en abat un troisième. Jessica devient très perturbée en voyant le sang répandue sur sa chemise : « elle déraille » selon son père. Le dernier homme abattu se relève et parvient à blesser le juge : « Je ne sens plus mes jambes ». L'homme et Jessica en viennent à s'entretuer.
Quelques jours plus tard à Heaven, le maire annonce à Tess qu'il a décidé de l'appuyer dans ses projets. Blueberry et Red Neck ramènent les cinq morts ainsi que le chariot contenant l'or.

## Personnages principaux
- Blueberry : lieutenant de cavalerie envoyé en mission par le général Sherman pour mettre fin à un trafic d'armes[25].
- Tess Bonaventura : femme qui tient un ranch servant à héberger des ex-prostituées[26].
- Nelson Carmody : trafiquant d'armes[27].
- Jessica Carmody : trafiquante d'armes[27].
- Red Neck : « compagnon d'aventures de Blueberry »[28] venu lui prêter main-forte.
- Juge Harper : trafiquant d'armes[29].
- Jim MacClure : autre « compagnon d'aventures de Blueberry »[30] venu lui prêter main-forte, prospecteur[31], aventurier et buveur invétéré[32].